# Strada europea E311
La strada europea E311  è una strada di classe B, lunga 84 km, il cui percorso si trova completamente in territorio olandese e dalla designazione con l'ultimo numero dispari si può evincere che il suo sviluppo è in direzione nord-sud.
Collega la città di Breda con Utrecht, attraverso l'autostrada A27.

## Percorso A27
| Breda                                          |
| Breda Noord                                    |
| Area Servizio "Galgeveld" direzione Breda      |
| Area Servizio "Kalix Berna" direzione Utrecht  |
| Oosterhout-Zuid                                |
| Oosterhout-Oost solo direzione Breda           |
| Oosterhout                                     |
| Interconnessione Hooipolder - A59              |
| Geertruidenberg                                |
| Hank                                           |
| Area Servizio "Hank" direzione Breda           |
| Area Servizio "Kalix Berna" direzione Utrecht  |
| Nieuwendijk                                    |
| Werkendam                                      |
| Avelingen                                      |
| Interconnessione Gorinchem - A15 - E31         |
| Area Servizio "Scheiwijk " direzione Breda     |
| Noordeloos                                     |
| Area Servizio "Bloemendaal " direzione Utrecht |
| Lexmond                                        |
| Interconnessione Everdingen - A2 - E25         |
| Hagestein                                      |
| Nieuwegein                                     |
| Area Servizio "De Kroon" direzione Breda       |
| Area Servizio "De Knoest" direzione Utrecht    |
| Houten                                         |